# 앨프리드 마셜
앨프리드 마셜(Alfred Marshall, 1842년 7월 26일 ~ 1924년 7월 13일)은 영국 런던 버몬지에서 태어났으며 그의 생애에서 가장 영향력 있는 경제학자들 가운데 하나가 되었다. 그의 책, 《Principle of Economics (경제학 원리)》 (1890년)은 수요와 공급, 한계효용, 생산 비용 가치론의 개념을 이치에 맞게 설명해 놓았다. 또, 오랜 기간 동안 이 책은 영국에서 유력한 교재 및 교과서로 활용되었다.

## 생애

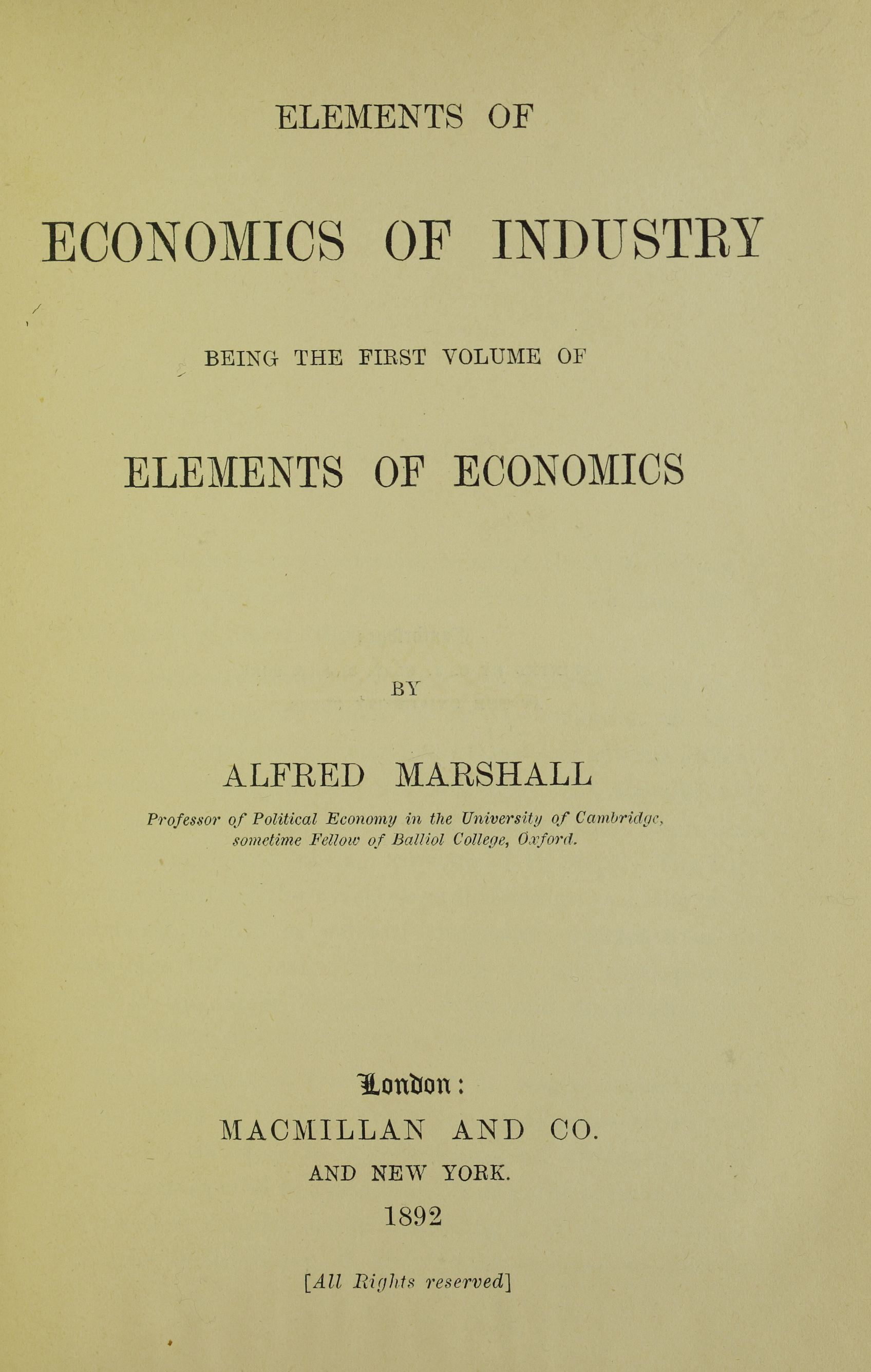
Elements of economics of industry, 1892

출생지는 1842년에 런던의 버몬지(Bermondsey)의 빈민가. 런던 교외의 클래펌(Clapham)에서 성장하여 머천트 테일러(Merchant Taylor) 학교에서 교육을 받았으며, 본인 스스로 수학에 대한 흥미와 소질이 있음을 깨닫는다. 그의 아버지는 아들(앨프리드 마샬)이 성직자가 되는 것을 원했으나, 마샬은 수학 연구의 뜻을 품고 케임브리지 대학교에 입학해 수학, 물리학을 전공한다. 그러던 어느 날, 대학생활을 하던 중 '영국은 세계 최고의 부유국임에도 왜 빈민들이 이토록 많은 것인가?"라는 의문을 갖게 되었는데, 일반적인 수학 공식으론 도저히 풀 수 없다는 결론에 이른다. 향후 마셜은 방학 기간에 빈민가를 방문하면서 본인이 가진 의문점에 대해 해결 의식을 갖게 되었으며, 그렇게 그는 경제(經濟)현상을 증명함에 있어 본인의 수학 지식을 활용하기 시작한다.
1868년경, 모럴 사이언스 담당의 강사로 임명되었다. 그는 경제학의 수학적인 엄밀함을 개선하여 경제학을 보다 과학적으로 만들길 바랐다. 1870년대에 그는 국제 무역과 보호주의의 문제점에 대한 몇 권의 소책자를 썼다. 1879년에는 이러한 책자의 대부분을 "외국 무역의 순수 이론: 국내 가치의 순수 이론"으로 정리하였다. 같은 해에, "산업 경제학"을 아내 메리 펠리 마셜과 함께 출판했다.
마셜은 케임브리지에 창설된 여성취향 칼리지에서, 메리 펠리는 경제학을 강의하였다. 두 사람은 1877년에 결혼했지만 평의원의 독신 규정을 따라야 하기 때문에 그는 케임브리지를 떠날 것을 강요 받았다. 그는 브리스톨에 신설된 유니버시티 칼리지의 교장이 되어, 다시 경제학을 강의하였다. 그는 아내가 집필을 맡은 "산업 경제학" 책을 완성시켜 존 스튜어트 밀의 "경제학 원리"를 대신하는 지위를 얻게 되었다. 마셜은 이 책에 의해 큰 명성을 얻어 1882년에 윌리엄 스탠리 제본스가 사망하면서 그의 일생에 영국을 대표하는 경제학자가 되었다.
마셜은 헨리 포셋이 사망하던 1884년 12월에 케임브리지 대학의 경제학 교수로 선출되어 다음 해 1월에 케임브리지로 돌아와 2월에는 교수로 취임하여 강연을 하였다. 케임브리지에서는 경제학을 위한 새로운 학과를 창설하려고 애를 쓰다가, 1903년에 겨우 이를 실현하였다. 이때까지 경제학은 역사와 도덕 과학의 학사 과정 아래에서 가르쳤기에 경제학을 전공하는 학생들이 마셜이 바라고자 하는 대로 성숙하지 못하였다.
마셜은 1881년에 그의 일생의 책 "경제학 원리"를 집필하기 시작하였으며 10년의 대부분을 이 책을 완성하는 데 헌신하였다. 책이 1890년에 처음 나왔을 때, 세계적으로 갈채를 받았으며 그의 시대에 있어 주요한 경제학자로서의 지위를 이루었다. 제2권에서는 다른 나라의 무역, 화폐, 무역 변동, 과세 등을 서술하였고 끝내 출판되지 않을 것으로 보였으나 나중에 제2권이 발간된다.
20년 동안 그는 경제학 원리의 제2권을 완성하기 위해 일하였다. 그러나 그는 자세한 내용에 대해서도 완전주의적 성격인 까닭에, 이것이 곧 화근이 되어 그 책은 끝내 완성되지 못했다. 그외 조그마한 책들(대표적으로 1980년대의 무역정책에 관한 메모 등)이 같은 까닭으로 인해 불완전한 채로 남겨졌다.
그의 건강은 1880년대부터 서서히 악화되어, 1908년에 그는 교수직을 스스로 물러났다. 그는 경제학 원리 책을 저작하길 바랐으나 그의 건강은 계속 악화되었고, 그 계획은 개인의 연구에 의해 이루어졌다. 1914년의 제1차 세계대전으로 인해 그는 국제 경제 진단을 개정하도록 재촉 받아 1919년에 그는 산업 무역론(산업과 무역: 산업 기술과 비즈니스 기수, 그리고 여러 계급과 국민 상태에 대한 영향)을 77세에 출판하였다. 이 책은 보다 이론적인 "경제학 원리"에 비해 실증적이었기 때문에 이론 경제학자들로부터 같은 갈채를 받지는 못하였다. 사망하기 전 해인 1923년에는 "화폐 신용 및 상업"을 출판하였다. 이후 마셜은 케임브리지 자택 벨리올 크로스트(Balliol Crost)에서 1924년 7월 13일, 81세에 세상을 떠났다.
별세하기 전까지, 그는 케인즈의 국가사업으로 나라가 부강해진다는 정책을 비판하고 화폐량을 올리는 정책을 말하기도 하였다.

## 경제학
고전파 경제학을 근대화하여 신고전학파의 기초를 닦았다.
마셜은 그의 일생에서 가장 영향력 있는 경제학자들 가운데 하나로 여겨졌으며, 그 뒤 50년 동안 주류 경제 관념을 크게 형성해 나갔다. 그는 영국 경제학계의 지도자로 학계뿐만 아니라 정책상으로도 공헌하고, 영국 정통 학파의 기반에 서서 한계 효용학파로부터 시간의 요약, 탄력성 등 새로운 학설을 도입하여 케임브리지 학파 경제학의 기초를 세웠다. 그는 가격 결정의 도구로서 수요와 공급의 사용을 보급화시켰다. 그는 공급과 수요 곡선을 처음으로 그린 경제학자이기도 했다.
그의 경제학이 애덤 스미스, 데이비드 리카도, 토머스 로버트 멜서스, 존 스튜어트 밀의 공로를 확장하고 세련되게 만들었다고 여겨지지만, 그는 경제학을 시장 경제에 대한 전통적인 초점에서 벗어나 인간의 행동 연구에까지 확장해나갔다.

## 비판

### 케인즈주의의 비판
케인즈는 마셜의 경제학이 대공황, 세계 대전 등의 문제가 있는 현실에 대한 유의미한 대책을 아무것도 내놓을 수 없으면서 장기적으로는 모든 경제현상이 균형있게 돌아갈 수 있다는 것에 대한 비판으로 "장기에는 우리 모두 죽는다"라고 답하였다.
케인즈와 친분을 쌓은 이탈리아 경제학자인 피에로 스라파는 자신의 저서인 '상품에 의한 상품생산'에서 마셜이 수학적 완전성을 위해 내세웠던 완전경쟁, 장기적 완전고용, 장기적 균형 성립 등의 가설이 근거없는 것으로 비판하였다. 네오케인즈 학파(Neo-Keyensian School)의 경제학자들은 스라파의 이러한 관점을 계승하고 있다.

### 마르크스주의의 비판
대다수의 마르크스주의 경제학자들은 마셜의 경제학이 시장 질서의 절대성을 옹호하고, 자본주의의 영원성을 입증하는 것으로 비판하였다. 또한 마셜의 경제학은 경제학을 정치와 분리하여 기존의 '정치경제학'으로 가지는 의미를 퇴색시켰으며, 인간의 경제활동을 수학 공식에 얽매었다고 비판하였다.

## 참고 문헌
- "죽은 경제학자의 살아있는 아이디어" (New Ideas from Dead Economists)
- "마셜 경제학"